# Indice di Fisher
L'indice di Fisher o indice ideale di Fisher deriva il suo nome dall'economista e statistico statunitense Irving Fisher, che per primo ne propose l'utilizzo, ed è un indice utilizzato per misurare la variazione nei volumi o nei prezzi di determinati aggregati.
L'indice di Fisher è la media geometrica dei corrispondenti indici di Laspeyres e Paasche.
L'indice dei volumi di Fisher risulta dunque uguale a:
{\displaystyle \ F_{q}={\sqrt {L_{q}\times P_{q}}}}
dove {\displaystyle \ L_{q}} è l'indice dei volumi di Laspeyres e {\displaystyle \ P_{q}} è l'indice dei volumi di Paasche.
Analogamente, l'indice dei prezzi di Fisher è dato da:
{\displaystyle \ F_{p}={\sqrt {L_{p}\times P_{p}}}}
dove {\displaystyle \ L_{p}} è l'indice dei prezzi di Laspeyres e {\displaystyle \ P_{p}} è l'indice dei prezzi di Paasche.
Date alcune sue rilevanti proprietà trova sempre maggiore applicazione nella contabilità nazionale per la costruzione di indici a catena.
A tutt'oggi viene utilizzato, tra gli altri, da USA e Canada, ma non nei paesi dell'Unione europea, che hanno invece optato per la costruzione di indici a catena sulla base di indici di Laspeyres.

## Le proprietà dell'indice di Fisher
Irving Fisher individuò alcune interessanti proprietà che un numero indice avrebbe dovuto soddisfare. In particolare quelle di:
1. proporzionalità: dato un indice dei prezzi (della quantità) di un determinato aggregato, se tutti i prezzi (le quantità) dell'aggregato variano di un certo fattore, l'indice dovrebbe variare nella stessa proporzione;
2. invarianza (o commensurabilità): l'indice non dovrebbe variare al variare delle unità di misura di prezzi e quantità;
3. inversione temporale: il numero indice fra 0 e t dovrebbe essere il reciproco di quello tra t e 0;
4. inversione dei fattori: dato un aggregato {\displaystyle \ X_{t}=\sum _{i}p_{it}\ q_{it}}, l'indice dell'aggregato ({\displaystyle \ X_{t}/X_{0}}) dovrebbe essere uguale al prodotto tra l'indice dei prezzi ({\displaystyle \ P_{t}/P_{0}}) e l'indice delle quantità ({\displaystyle \ Q_{t}/Q_{0}}), similmente a quanto accade nel caso di un solo bene.
5. circolarità: dato un periodo s, compreso fra 0 e t, il numero indice fra 0 e t dovrebbe essere uguale al prodotto dei numeri indici fra 0 e s e fra s e T.

Mentre gli indici di Laspeyres e Paasche soddisfano solo le prime due proprietà, l'indice di Fisher soddisfa anche quelle di inversione temporale e di inversione dei fattori. Da qui il nome di "ideale".
Una proprietà particolarmente importante è quella di inversione dei fattori. Questa permette il calcolo dell'indice dei volumi deflazionando il corrispondente indice dell'aggregato, adottando quello che si chiama: approccio indiretto. Così, ad esempio, se si vuole ottenere l'indice di Fisher dei volumi per un aggregato X, è possibile deflazionare il valore corrente dell'aggregato utilizzando il corrispondente indice dei prezzi e dividere il tutto per il valore dell'aggregato stesso:
{\displaystyle \ F_{q}={\frac {{\frac {X_{t}}{F_{p}}}\times 100}{X_{0}}}\times 100}
Inoltre, anche per quanto riguarda la proprietà di circolarità, sebbene l'indice di Fisher non la soddisfi formalmente, gli errori nel "concatenamento" sono piccoli. Così in genere sarà vero che:
{\displaystyle \ F(0,t)\approx F(0,s)\cdot F(s,t)}
Questo, insieme al fatto che l'indice di Fisher gode della proprietà di inversione temporale, permette di evitare il ribasamento e rende agevole l'interpretazione degli indici a catena.
L'indice tuttavia, contrariamente a quanto avviene per gli indici di Laspeyres e Paasche, risente del livello di aggregazione. Così, ad esempio, il calcolo dell'indice per l'intera produzione risulta diverso dalla somma degli indici calcolati per le sue componenti.